# Kassari
Kassari è un'isola estone situata nel Mar Baltico e facente parte dell'arcipelago dell'Estonia occidentale.
Con una superficie di poco più di 19 km² è la quinta isola più grande dell'Estonia e dal punto di vista amministrativo è controllata dal comune di Hiumaa. Sul suo territorio sono presenti quattro villaggi (Esiküla, Kassari, Orjaku e Taguküla) con una popolazione complessiva di circa 300 abitanti.
A nord, Kassari è collegata alla vicinissima isola di Hiiumaa da due strade.

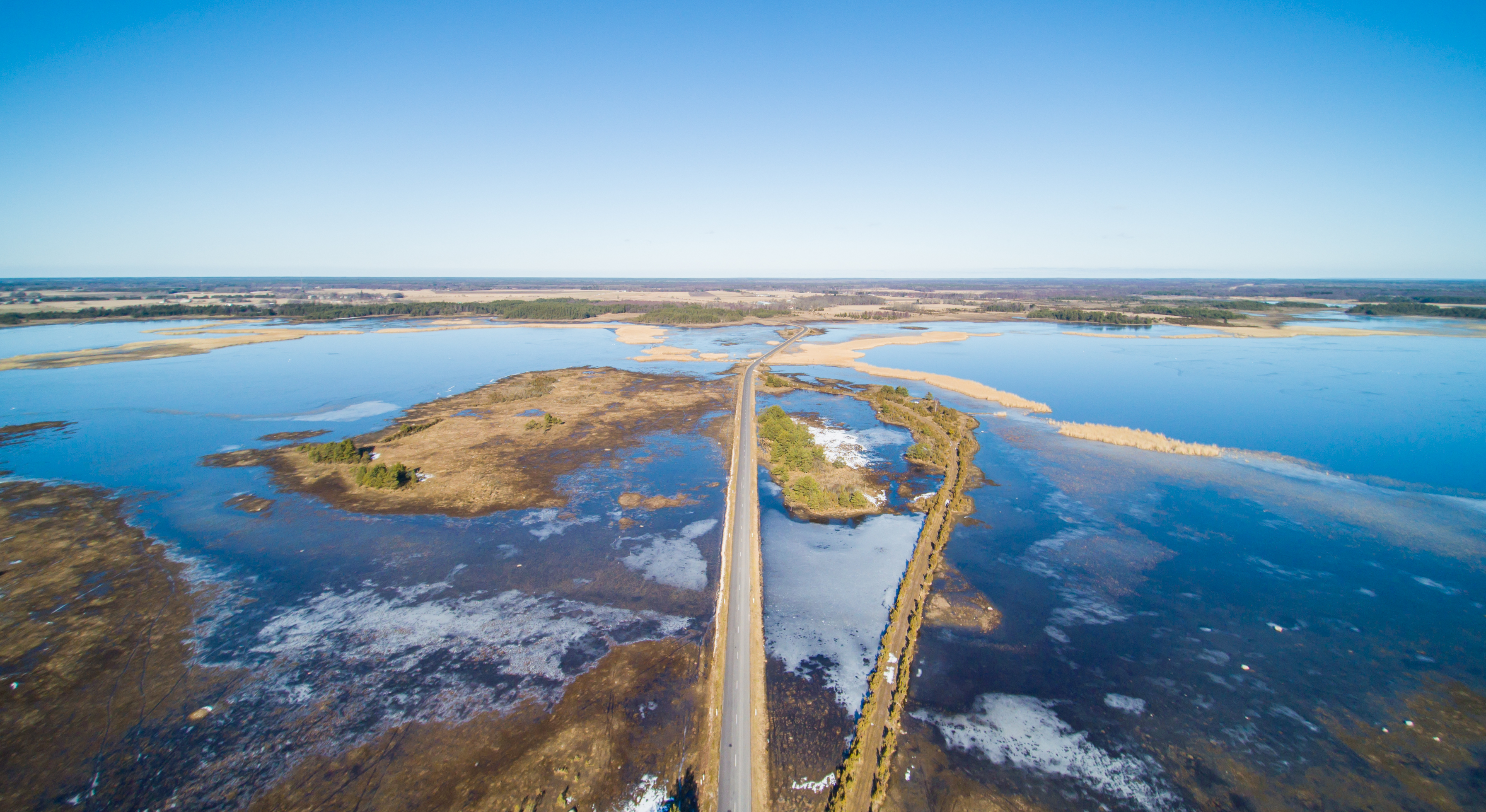
Una delle strade che collegano le isole di Kassari e Hiiumaa.

## La spiaggia di Kassari e la riserva naturale
Questa spiaggia è situata nella riserva naturale di Kassari, nel sud dell'isola. Qui è possibile fare il bagno, ma non è operativo alcun servizio di salvataggio. La riserva naturale include anche capo Sääre, una sottilissima lingua di terra che si protende nel mare per 2 km ed è ricoperta di sassi e bassa vegetazione.
Nella riserva naturale crescono specie vegetali come melo selvatico, ginepro, rosa selvatica, ribes alpino, caprifoglio peloso, frangola e spino cervino.
La baia di Käina, insieme agli isolotti intorno a Hiiumaa, è stata inclusa nella lista dei siti Ramsar, ovvero zone umide considerate di importanza internazionale.